# Stars and Stripes

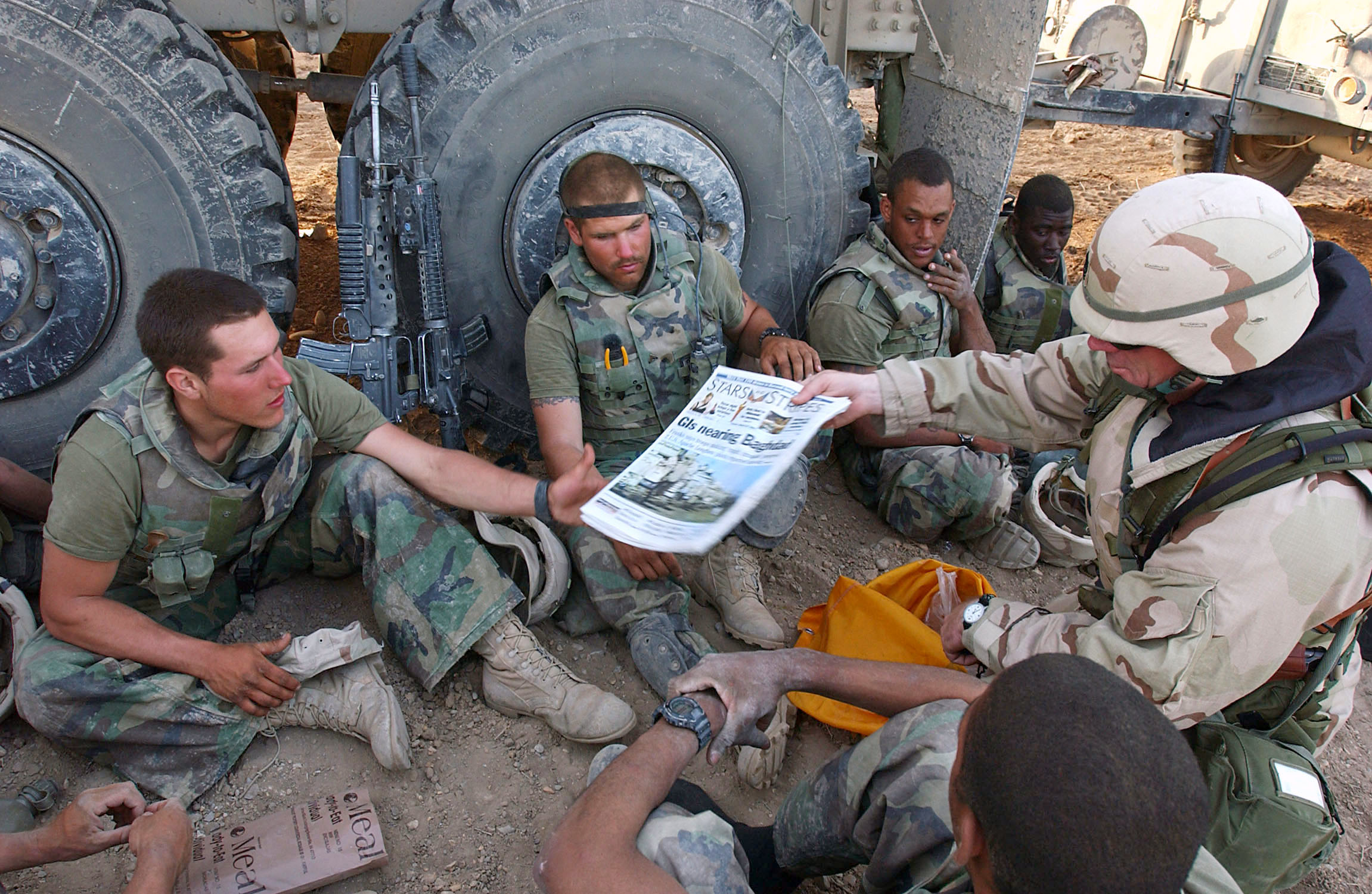
Stars and Stripes sendo entregue às tropas dos EUA, 2003

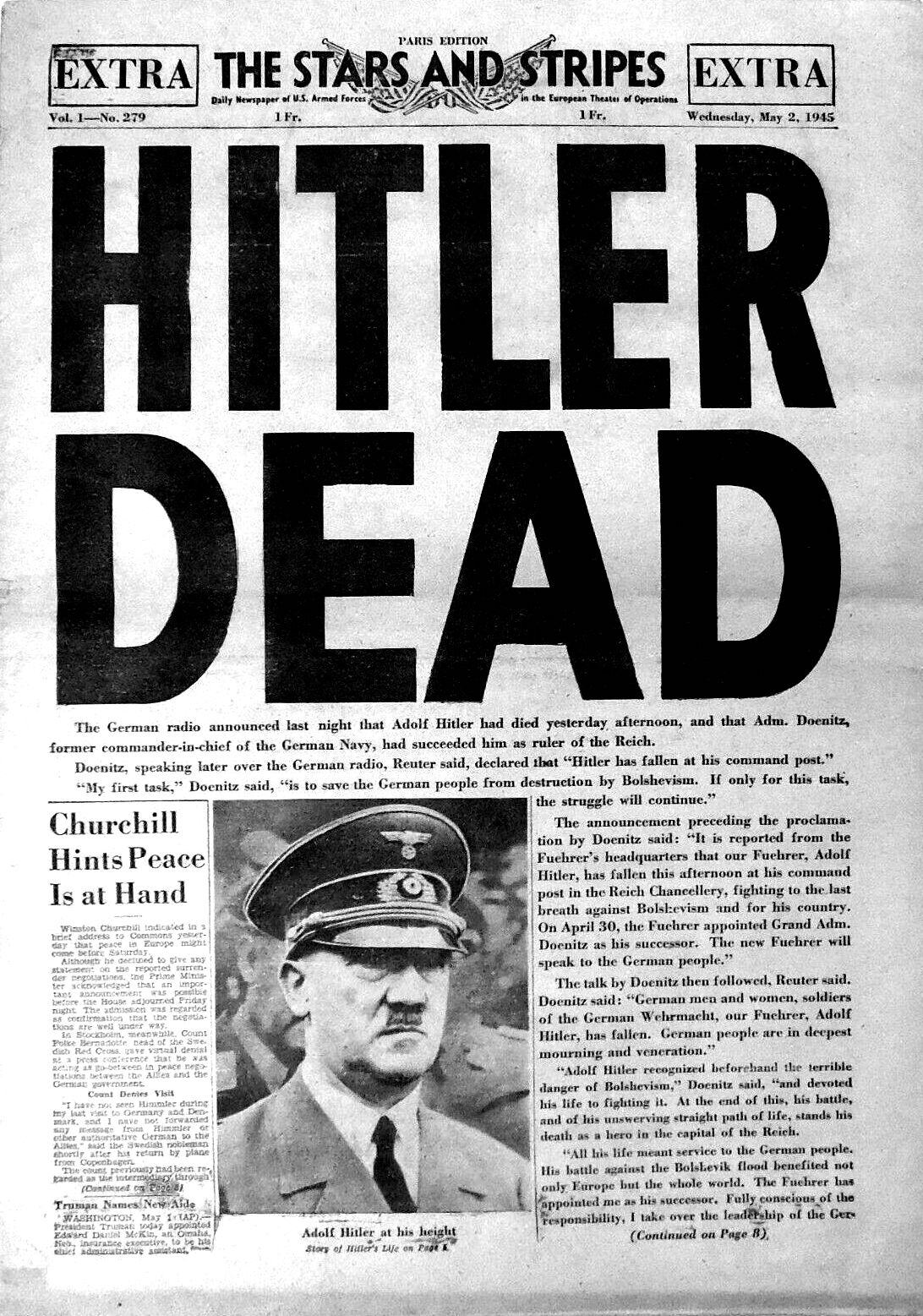
Em 2 de maio de 1945, o Stars and Stripes anunciou a morte de Hitler

Stars and Stripes é um jornal militar estadunidense diário que relata assuntos relativos aos membros das Forças Armadas dos Estados Unidos e suas comunidades, com ênfase naqueles que servem fora dos Estados Unidos. Ele opera de dentro do Departamento de Defesa, mas é editorialmente separado dele, e sua proteção pela Primeira Emenda é salvaguardada pelo Congresso dos Estados Unidos. Assim como um site, Stars and Stripes publica quatro edições impressas diárias para membros do serviço militar dos EUA servindo no exterior; essas edições européias, do Oriente Médio, japonesas e sul-coreanas também estão disponíveis para download gratuito em formato eletrônico, e há também sete edições digitais. O jornal tem sua sede em Washington, D.C.